# Landschulheim Schloss Ising

Schullogo des Landschulheims Schloss Ising

Das Landschulheim Schloss Ising in Ising am Chiemsee ist ein öffentliches Gymnasium mit integriertem Internat und somit eine Besonderheit im bayerischen Schulsystem. Es erfüllt neben 14 anderen bayerischen Internatsschulen den gesetzlichen Auftrag des Art. 106 BayEUG. Im Schuljahr 2023/2024 besuchten 461 Jungen und Mädchen die Schule.

## Geschichte
Das heutige Landschulheim entstand aus dem Untermaierhof, einem Gutsbau aus dem frühen 19. Jahrhundert, der aus dem römischen Landgut Usinga, einer Villa rustica hervorging. Um 1870 erfolgte dessen burgähnlicher Ausbau durch den Königlich Bayerischen Rittmeister Baron Franz von Liel. 1892 erwarb Major Leo Czermak, der damalige Präsident des Königlich Bayerischen Automobil-Clubs, das schon schlossähnliche Gebäude und veranlasste den weiteren Ausbau, der gotisierend mit Zinnenturm und Zwerchhäusern erfolgte. Nach einem Brand im Jahr 1923 wurde das Gut Ising mit dem Schloss 1934 an die Industriellenfamilie Witt-Magalow aus Weiden verkauft. Diese sanierte das Gebäude gründlich und richtete es mit viel Geschmack neu ein. Nach dem Zweiten Weltkrieg wurde das Schloss von der amerikanischen Besatzung beschlagnahmt, 1953 ging es in die Nutzung und dann 1955 durch Kauf in den Besitz des Schulträgers Zweckverband Bayerische Landschulheime über und wird seitdem als Gymnasium mit Internat genutzt.
Nach der Beseitigung der Schäden durch die militärische Nutzung begann am 19. September 1953 der Unterricht mit 18 Schülern im von der Familie Magalow gepachteten Schloss. Im Jahre 1955 wurde die Isinger „Anstalt“ endgültig genehmigt. Der Zweckverband kaufte das Schloss mit dem etwa 20.000 Quadratmeter großen Gelände und gab der Einrichtung den Namen Landschulheim Schloss Ising — Oberrealschule mit Realgymnasium. Zu diesem Zeitpunkt besuchten bereits 100 Schüler das Internat. 1957 entstand das Heimgebäude mit Wohnbereichen, Wirtschaftsräumen und Speisesaal. 1960 bestanden die ersten 23 Schüler die Abiturprüfung.
1961 kam das Schulgebäude mit 16 Klassenzimmern, Fachräumen und Wohnbereichen im Südteil des damaligen Schlossparks dazu. Im gleichen Jahr wurden der Schneiderhof, der heutige Amalienhof mit Seegrundstück in Arlaching als Heimhaus erworben, sowie der Allwettersportplatz, der Hartplatz angelegt. Der zwischenzeitlich gegründete Verein der Freunde und Förderer der Isinger Schule ließ im Herbst 1962 im großen Park des Amalienhofs eine Tennisanlage errichten.
Die erste Turnhalle mit Theaterbühne und Foyer entstand 1964; bis dahin fand der Turnunterricht im Keller des Heimgebäudes statt. Der Verein der Freunde und Förderer der Isinger Schule finanzierte im gleichen Jahr ein Ruder- und Bootshaus auf dem Gelände des Amalienhofs und legte damit die Keimzelle für den Ising so prägenden Wassersport.
Das Heimgebäude und der Speisesaal wurden 1968 erweitert. Im Jahr darauf kam der Rasensportplatz mit einer 400-Meter-Bahn hinzu; zuvor fanden die Laufwettbewerbe auf der gesplitteten Gemeindestraße statt. 1972 wurde der Schulpavillon errichtet, 1976 der Kollegstufenbau und dann 1978 der Gymnastiksaal. Die zweite Turnhalle kam 1981 hinzu. 1998 entstand der Schulneubau mit Aula; auf dem Gelände des Rasensportplatzes kamen zwei Beachvolleyballfelder dazu. 2006 wurde das neue Schulhaus aufgestockt und die Aula erweitert.
Auf dem Schulgelände befindet sich eine überlebensgroße Pferdeskulptur aus der Trilogie „Schreitende Pferde“ von Josef Thorak. 

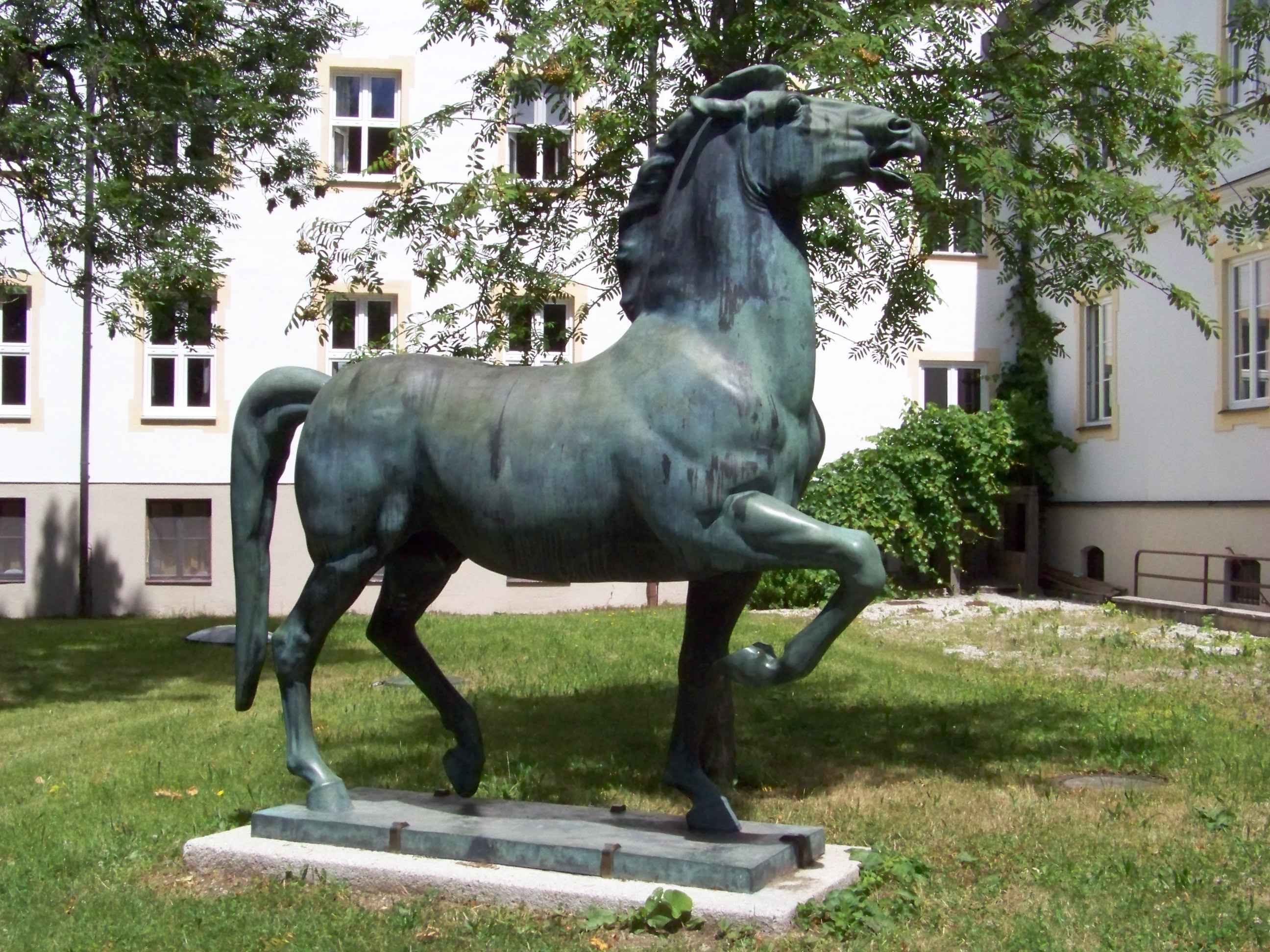
Schreitendes Pferd von Josef Thorak

## Schulisches Profil
Das Landschulheim bietet folgende Ausbildungsrichtungen an
- Sprachliches Gymnasium (SG)
- Naturwissenschaftlich-technologisches Gymnasium (NTG)
- Wirtschafts- und Sozialwissenschaftliches Gymnasium mit wirtschaftswissenschaftlichem Profil (WSG-W)

Daneben gibt es spezielle Grundschulklassen und einen Zweig, der Realschulabsolventen zum Abitur führt.
Die Schule ist eine Offene Ganztagsschule. Über den regulären Fachunterricht hinaus gibt es ein besonderes Nachmittagsangebot (Wahlunterricht) mit einer Vielzahl von Kursen und Arbeitsgemeinschaften.

## Sport
Das Landschulheim ist Stützpunktschule für Segeln und Windsurfen in Zusammenarbeit mit dem Seebrucker Regatta-Verein e.V., sowie Stützpunktschule für Rudern in Zusammenarbeit mit dem SCHUL-SV Ising. Somit ist eine planmäßige Nachwuchsförderung möglich, die über den Rahmen des Sportunterrichts und dessen Stundenbudget weit hinausgeht.
Rudern wird sowohl als Wahlfach, als auch in den Sportunterricht integriert angeboten.
Neben den „klassischen“ Schulsportarten gibt es ein großes weiteres Angebot:
Schuleigene Tennisplätze, ein Allwettersportplatz, ein Beachvolleyballplatz, zwei Turnhallen, zwei Sportplätze, ein Fitnessraum mit modernen Geräten, ein Boulderraum, schuleigener Badestrand, Bootssteg und Bootshaus (mit Rennruderbooten, Kajaks, Kanus und einem Segelboot) u. v. m.
In Kooperation mit umliegenden Vereinen wird auch Golf, Tennis und Reiten angeboten.

## Trivia
Im Mai 1968 besuchte der Fußballspieler und Bundestrainer der deutschen Fußballnationalmannschaft, Sepp Herberger in Begleitung des Schülervaters Ernst Freiberger senior das Landschulheim. Nach Besichtigung der Schule und besonders der Sportanlagen meinte Herberger: „Hier wäre vielleicht der richtige Platz für ein Sportgymnasium“.

## Bekannte ehemalige Schüler
- Götz Burger (* 1947), Schauspieler
- Ernst Freiberger (* 1950), Unternehmer
- John Friedmann (* 1971), Komiker
- Silke Gorldt (1976–2002), Kite-Surferin
- Christian Hierneis (* 1963), Landtagsabgeordneter der Grünen
- Fritz Hörauf (* 1949), Kunstmaler, Zeichner, Bildhauer
- Anton Kathrein (1951–2012), deutscher Unternehmer in der Antennentechnik
- Hans-Hermann Kocks (* 1945), ehemaliger Hauptgeschäftsführer der HWK-Trier
- Tina Lutz (* 1990), Seglerin
- Hasso Plattner (* 1944), Unternehmer, Mitbegründer des Software-Unternehmens SAP
- Francis Fulton-Smith (* 1966), britisch-deutscher Schauspieler
- Erol Sander (Urçun Salihoğlu) (* 1968), deutscher Schauspieler
- Faruk Süren (* 1943), türkischer Unternehmer, ehemaliger Präsident des Fußballclubs Galatasaray Istanbul
- Jost von Trott zu Solz (1944–2009), Rechtsanwalt und Restitutionsexperte
- Bernd Uhde (* 1950), deutscher Fotograf und freier Künstler
- Ludo Vici (Florian Ludowici) (* 1967), deutscher Schauspieler, Musiker, Autor und Theaterregisseur
- Reinhard C. Meier-Walser (* 1957), Politikwissenschaftler.
- Klaus Walther (* 1955), Journalist, Fernsehkorrespondent, Ex-Lufthansa-Sprecher, Kommunikationschef Infineon Technologies AG
- Herbert Wimbauer (1944–2012), Anthroposoph
- Stephan Zacharias (* 1956), Komponist
- Johannes Zwick (* 1955), Unternehmer, Aufsichtsratsvorsitzender der Johannesbad Unternehmensgruppe